# Aichmühle (Dorfen)
Aichmühle ist ein Gemeindeteil der Stadt Dorfen im oberbayerischen Landkreis Erding.

## Lage
Der Weiler Aichmühle liegt am Mühlbach der Goldach in der Gemarkung Schiltern 1,5 Kilometer östlich von Armstorf. Er liegt in der Luftlinie 800 Meter südöstlich des Rastplatzes Fürholz-Nord der Bundesautobahn A 94, von deren Ausfahrt 15 (Dorfen) er über eine 2,5 Kilometer lange Straßenverbindung zugänglich ist.

## Bevölkerungsentwicklung

Aichmühle

In Aichmühle gab es 1950 in der Nachkriegszeit des Zweiten Weltkriegs 14 Einwohner. Bis 1970 sank die Bevölkerungszahl auf einen Einwohner. Im Mai 1987 lebten dort 17 Einwohner in fünf Wohngebäuden, von denen eines in zwei Wohnungen aufgeteilt war.
| Jahr      | 1871 | 1925 | 1950 | 1970 | 1987 |
| Einwohner | 6    | 11   | 8    | 1    | 17   |